# Molí de Dalt (Sant Feliu de Buixalleu)
El Molí de Dalt és una obra de Sant Feliu de Buixalleu (Selva) inclosa a l'Inventari del Patrimoni Arquitectònic de Catalunya.

## Descripció
Edifici aïllat situat al barri de Gaserans, al terme municipal de Sant Feliu de Buixalleu.
L'edificació principal consta de planta baixa, dos pisos i golfes. Està coberta per una teulada a doble vessant.
Encara avui, es conserva el rec i la resclosa.
En una de les façanes, actualment hi ha la porta d'entrada i es conserva un rellotge solar.
Els murs són de maçoneria i només hi ha algunes parts arrebossades.

## Història
El Molí de Dalt, igual que el Molí de Baix, hauria estat propietat de l'abat del monestir de Sant Salvador de Breda.
Tot i que en el seu origen fou molí, actualment té funcions de casa de pagès.